# Кучугура-Кучеренко Іван Іович
Іван Іович Кучугура-Кучеренко (7 липня 1878, Мурафа, Богодухівський повіт, Харківська губернія, Російська імперія — 24 листопада 1937, Харків, Українська РСР) — відомий кобзар, громадський діяч, благовісник Української автокефальної церкви.  Народний артист Української РСР (1925).

## Біографія

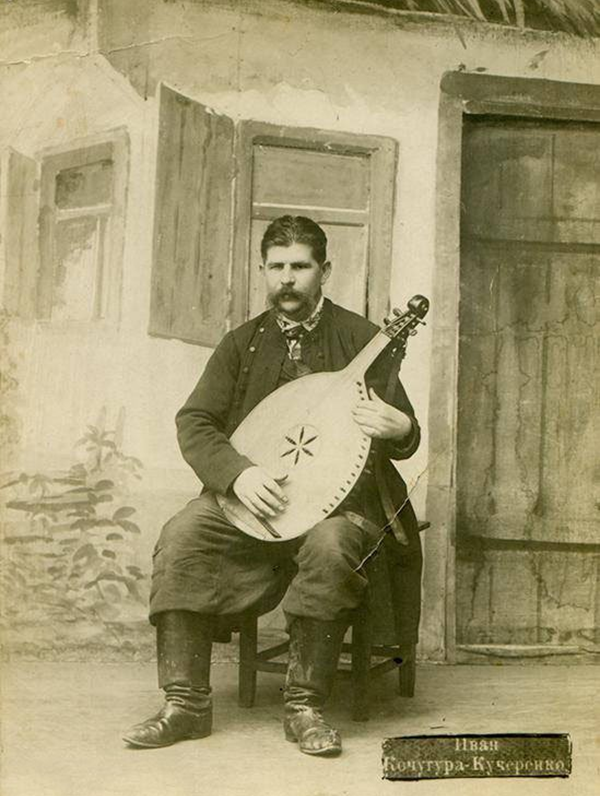
Кобзар Іван Кучугура-Кучеренко. 1922 р.

Ще підлітком Іван майже повністю втратив зір. Свою першу кобзарську науку отримав від Степана Бідила, який мешкав у с. Мурафа. Далі навчається у відомого кобзаря Павла Гащенка, який проживав у селі Костянтинівка Богодухівського повіту (нині село Костянтинівка Краснокутського району). У Павла Гащенка Іван і завершив навчання у вісімнадцятирічному віці (1896 р.). Пізніше І. І. Кучугура-Кучеренко про свою кобзарську науку у майстра Павла Гащенка згадував, словами сповненими любові та поваги.
Про перші кроки у «кобзарському житті» молодого кобзаря відомо небагато. Відомий дослідник історії кобзарства Кость Данилевський розповідає, що молодий Іван кобзарював у степах Чорноморії, на Кубані, Катеринославщині, Херсонщині, Харківщині, Донбасі. Кобзар обходив усю Лівобережну Україну. Неодноразово затримувався поліцією та жандармами за «недозволені пісні».
На рубежі ХІХ–ХХ століть дослідники кобзарства Г. Хоткевич, О. Потебня, Д. Багалій, М. Сумцов відзначають значний «ренесанс» національної кобзарської музики. На перший план вийшли Михайло Козаченко з Полтави, Грицько Кожушко з Великої Писарівки, Терешко Пархоменко з Чернігівщини, Павло Тищенко з Богодухова. Вони підіймають класику на новий рівень виконавської майстерності. Серед цієї когорти кобзарів України гідне місце зайняв і молодий кобзар Іван Кучугура-Кучеренко.
Велике значення для розвитку і популяризації кобзарського мистецтва мав XII Археологічний з'їзд, що проходив з 12 по 27 серпня 1902 року у Харкові. Завдяки зусиллям О. Потебні, Д. Багалія, М. Сумцова, Д. Яворницьког, Г. Хоткевича було зібрано найкращих представників кобзарського мистецтва, які змогли продемонструвати багатюще джерело творчого кобзарського репертуару — побутові, чумацькі, історичні та гумористичні пісні.
У XII Археологічному з'їзді в Харкові взяли  участь і краснокутські кобзарі: Іван Кучугура-Кучеренко, Павло Гащенко, Бідило Мурахівський. (Додаток Б) .
Безпосереднім організатором концертного виступу кобзарів був Гнат Хоткевич, який з перших днів знайомства з наймолодшим серед кобзарів Іваном Кучугурою-Кучеренком звернув увагу на його унікальні музично-артистичні здібності. Це саме про нього він потім писав: «Це була на рідкість здібна натура поза його увагою не проходило ніщо, і кожні зносини його з тодішньою інтелігенцією залишали в ньому слід. Музичний талант його не підлягав сумніву».
Після XII Археологічного з'їзду Іван Кучеренко подорожує Галичиною, Буковиною, Гуцульщиною та Закарпаттям, де разом з іншими кобзарями бере участь у багатьох концертних виступах, популяризуючи кобзарське мистецтво Слобожанщини.
Про цей період життя та творчості Івана Кучугури-Кучеренка найкраще сказав Гнат Хоткевич: «В історії кобзарського мистецтва період після 1902 року буде відзначений  хвилею вгору, дякуючи тому, що жили і працювали  Гнат Гончаренко, Михайло Кравченко, Терешко Пархоменко й Іван Кучеренко».
Навесні 1906 року кобзар познайомився із відомим істориком і знавцем козацтва професором Дмитром Яворницьким. «Мені він видався коштовним діамантом, — згадував потім професор Яворницький, — який тільки тоді заграє всіма барвами, коли його відшліфує вмілий майстер». Професор Д.Яворницький порадив кобзареві, для ще більшого вдосконалення гри на бандурі, поїхати до Миргорода, де йому в цьому зможе допомогти місцевий митець і досвідчений бандурист — Опанас Сластіон.
У 1908 році І. І. Кучугура-Кучеренко був запрошений на посаду викладача гри на бандурі в Київську музичну школу М. Лисенка. У нього було 18 учнів, кожний з них платив за навчання по 2–3 карбованці в місяць.
У Київській музичній школі він викладав близько двох років, але для нього, як для малозрячого, дана робота була затяжкою, і він її залишив, переключившись на концертування. У Києві Іван Іович часто виступав з концертами. Київські газети тих часів схвально відгукувались про кобзаря. Деякі з них називали Кучугуру-Кучеренка «вельми освіченою людиною», або, як писав Гнат Хоткевич, «на рідкість здібною натурою». Г. Хоткевич називав Кучугуру-Кучеренка знаменитим кобзарем, а також вважав його корифеєм кобзарства. Після смерті кобзарів Пархоменка (1911 р.) і Кравченка (1917 р.) «на кобзарському небосхилі, — пише Хоткевич,- повним сяйвом сіяло невгасиме світло — Івана Кучеренка»
І. І. Кучугура-Кучеренко тепер став не лише виконавцем дум і пісень, а й організатором багатьох кобзарських концертів.
Популярність кобзаря збільшувалася з кожним днем. В афішах, які повідомляли про його концерти в Харкові, Києві, Одесі, Катеринославі, Полтаві, Ростові, Мінську, Петербурзі, Москві, Варшаві і багатьох інших містах, перед прізвищем Кучугури-Кучеренка завжди стояли епітети «знаменитий», «славетний» чи «славнозвісний».
Творчість І. І. Кучугури-Кучеренка стає об'єктом досліджень науковців. У Катеринославі знавцем кобзарського мистецтва був професор Д. І. Яворницький, у Харкові — професор Харківського університету М. Ф. Сумцов, у Петербурзі — професор Петербурзького Археологічного інституту М. І. Привалов. Авторитет І. І. Кучугури-Кучеренка як видатного представника традиційного українського кобзарства був загальновизнаним серед тогочасної інтелігенції.
Великою подією в житті Кучугури-Кучеренка була поїздка в 1913 році до Петербурга. Тут він пробув два з половиною місяці, брав участь у 40 концертах, які відбулися у вищих і середніх навчальних закладах, у жіночих інститутах, в Археологічному інституті, у музично-історичному товаристві і на засіданнях Російського географічного товариства.
Як пригадує професор М. Привалов, виступи українського народного співця користувалися великим успіхом. На всі його концерти розсилалися «Поважні картки» (запрошення). Українські думи і пісні були такими ж близькими і дорогими серцю росіян, як і українців. Петербурзька преса високо оцінила концерти кобзаря Кучугури-Кучеренка. Так, у газеті «Вечернее время» за 28 січня 1913 року з'явилася стаття А. Д. Вона, написана у формі інтерв'ю з народним співцем: «Приїхав до Петербурга на запрошення М. Привалова, який так любив народну пісню і взяв таку жваву участь у моїй долі». З Петербургу І. І. Кучугура-Кучеренко їде до Москви, куди його запрошує малоросійське товариство «Кобзар».
Повернувшись в Україну, Кучугура-Кучеренко продовжував свою кобзарську діяльність. У вересні 1915 року він дає концерти в Харкові у приміщенні Публічної бібліотеки та у залі колишнього земського зібрання. Вони пройшли із надзвичайним успіхом. На одному із концертів 26 вересня 1915 року Кучугура-Кучеренко виконав разом із своїм учителем Павлом Гащенком кілька народних дум та пісень.
Дослідник кобзарства М. Привалов вказує, що Кучугура-Кучеренко був і блискучим декламатором. На концертах він з великим успіхом декламував байки відомого українського письменника Леоніда Глібова: «Собака і кінь», «Ясла».
У наукових розвідниках того часу, такі дослідники кобзарства, як Ф. М. Колесса, М. І. Привалов, Д. І. Яворницький зазначали, що на початку XX століття з'явився новий тип кобзаря — концертовий. Вони стверджували, що саме Кучугура-Кучеренко належить до цього нового типу кобзарів. Зокрема, професор Ф. М. Колесса вбачав у ньому «…тип кобзаря, в якому народна традиція, змішалася з найсвіжішими культурними впливами…».
Українська революція в лютому 1917 року застала його енергійним, життєрадісним, талановитим співцем, який з ентузіазмом сприймав велику Весну народів. Як український патріот І. І. Кучугура-Кучеренко став палким прихильником Української Центральної Ради та Української Народної Республіки. Було зорганізовано творче  тріо — кобзар Іван Кучеренко, декламатор Павло Цимбал та Кость Даниленко (виступав з рефератом «Про самостійну Українську Державу»). Тріо їздить по всій Україні, організовує «Просвіти» та влаштовує кобзарські концерти по містах і селах, збирає кошти на фонд Українських Національних Установчих зборів у Києві.
За особливі заслуги Центральна Рада іменує кобзаря І. Кучеренка  Національним артистом УНР. Кость Черемський, дослідник історії кобзарства, пише про те, що І. І. Кучугура-Кучеренко силоміць був мобілізований більшовиками до агітаційної бригади Червоної  Армії.
У післяреволюційні часи Іван Кучугура-Кучеренко активно включається до розбудови культурного і релігійного життя на Харківщині. Обраний зборами Мурафської сільської ради клубним працівником, він посилює свою концертну діяльність, дає концерти практично в усіх райцентрах тодішньої Харківської губернії. Користуючись своїм мистецьким авторитетом, підчас виступів І. І. Кучугура-Кучеренко веде наполегливу місіонерську роботу, поширюючи між жителями Харківської області правдиву інформацію про Українську Автокефальну Православну Церкву. Одночасно кобзар не кидає і традиційних виконавських форм, кобзарює біля багатьох храмів та монастирів.
В процесі роботи над дослідженням отримано дані щодо причетності І. Кучугури-Кучеренка до створення хорової капели бандуристів в селі Пархомівка Краснокутського району. Про це свідчать записи К.Черемського від П. Г. Жадана та фотодокументи із фондів Музею Івана Гончара в м. Києві.
Помітною подією у житті кобзаря стає його зустріч із Порфирієм Мартиновичем. Видатний дослідник кобзарства записав від І. І. Кучугури-Кучеренка надзвичайно важливі відомості про структуру та зміст «Устиянських книг», деякі твори з його репертуару.
На початку 30-х років XX століття ставлення радянської влади до видатного кобзаря І. І. Кучугури-Кучеренка різко змінилося. Вважаючи діяльність кобзаря небезпечною для остаточного утвердження радянської системи, Івану Іовичу Кучугурі-Кучеренку забороняється проводити концертну діяльність. Крім того, кобзаря позбавляють звання Народного артиста УРСР. Щоб не пропасти з голоду, І. І. Кучугура-Кучеренко повертається до свого старого ремесла: як і колись він плете рукавиці, вірьовки, мішки, тенета. Поступово великий кобзар іде у забуття. На 30-ті роки XX століття припадає період так званого «остаточного вирішення кобзарського питання» в СРСР. Кобзарі старої формації «перековуванню» не піддалися і були знищені. А на культурному просторі країни з'явилися нові формації молодих бандуристів  з ідеологічно підібраним репертуаром, що відповідав вимогам тодішньої влади.
У 1937 році український кобзар Іван Іович Кучугура-Кучеренко стає об'єктом репресій. 3 серпня 1937 року у помешканні кобзаря було проведено обшук, під час якого було вилучено записи з біографічними спогадами, подяку від «Просвіти» та декілька зошитів.
Коли було проведено перший (він же і останній) допит І. І. Кучугури-Кучеренка, невідомо. Протокол допиту складено на звичайних аркушах паперу формату А4 без дати його проведення. За підсумками попереднього слідства була підготовлена заключна постанова у якій стосовно І. І. Кучугури-Кучеренка зазначалося: «Кучугура-Кучеренко Іван Іович, 1874 р. народився в с. Мурафа, Краснокутського району, Харківської області, українець, громадянин СРСР, кобзар, безпартійний, обвинувачується в тому, що: б) отримав завдання пропагувати націоналістичні ідеї і надихати селян на боротьбу з радянською владою;
в) користуючись своїми зв'язками серед місцевого населення, як бандурист проводив широку націоналістичну пропаганду»
8 листопада 1937 року особлива трійка УНКВС по Харківській області ухвалила рішення Івана Іовича Кучугуру-Кучеренка засудити за статтями 54-2, 54-8, 54-11 КК УРСР до розстрілу.
Про те, що вирок було виконано, свідчить акт, складений 24 листопада 1937 року. Комендант ХОУ НКВС Зелений, прокурор Дьомін і начальник спецкорпусу № 1 Кащин 24.XI.1937 року привели до виконання постанову Трійки при ХОУ НКВС від 8.XI. 1937 року над засудженим до вищої міри покарання — РОЗСТРІЛУ — Кучугури-Кучеренком Іваном Іовичем.
Так завершилося життя непересічної особистості, видатного кобзаря Івана Іовича Кучугури-Кучеренка, який на восьмому році життя осиротів, попри усі випробування долі, вижив і став легендою України. Не зміг вистояти кобзар лише проти радянської репресивної системи, яка без розбору нищила будь-які зародки українського національного руху.
Процес реабілітації І. І. Кучугури-Кучеренка розпочався практично одразу після історичного XX з'їзду КПРС зі звернення дружини кобзаря, Марії Михайлівни, до першого секретаря ЦК КПРС Микити Хрущова з проханням переглянути та встановити істину в справі її чоловіка.
У відповіді, яку отримала Марія Михайлівна, повідомлялося, що Іван Іович Кучугура-Кучеренко був засуджений на 10 років і помер у таборі 5 травня 1943 року від крововиливу в мозок.
8 квітня 1957 року до Харківської обласної прокуратури звертається син кобзаря Микола Іванович Кучеренко. Обласна прокуратура розпочала перевірку за кримінальною справою щодо звинувачення І. І. Кучугури-Кучеренка. Протягом червня-липня 1957 року були допитані як ті, хто проходили за кримінальною справою 1937 року, так і жителі села Мурафи, які добре знали засуджених. Про незаконні методи слідства свідчили Гаркуша Герасим Васильович та Ільченко Єлисей Матвійович, які проходили за кримінальною справою разом із Іваном Кучеренком.  Допитані жителі с. Мурафа не підтвердили жодної антирадянської, контрреволюційної діяльності кобзаря.
Провівши перевірку, прокурор Харківської області М. Кулик вніс у Президію Харківського обласного суду протест зазначивши, що «розслідування проведено поверхнево, по справі були допитані тільки одні обвинувачені, жоден свідок по справі допитаний не був, не перевірено, чи дійсно засуджені займалися контрреволюційними злочинами. Протоколи допитів засуджених записані у загальних фразах, із протоколів не зрозуміло, у чому конкретно полягає шкідництво, де і коли». Окремо зазначається, що «особисте визнання Кучугури-Кучеренка не може бути прийняте як безспірний доказ його провини, тому що сам обвинувачений не міг прочитати протокол допиту по тій причині, що являється сліпий і перевірити, чи дійсно давав він такі покази, не видається можливим».
Усі обвинувачені зазначались у справі як учасники націоналістичної організації;  що начебто існувала у Харківській області.  Проте, за даними УКДБ при РМ УРСР, по Харківській області за 1935—1937 рр. така організація не значиться.
На користь незаконно засуджених свідчить і той факт, що працівники УНКВС по Харківській області Рейхман, Семхович, Федоров, Бабушкін, Друшляк, які вели слідство, були заарештовані у 1940 році і засуджені за застосування незаконних методів ведення слідства.
24 січня 1958 року Президія Харківського Обласного Суду своїм рішенням відмінила постанову Особливої Трійки УНКВС по Харківській області від 8 листопада 1937 року щодо Кучугури-Кучеренка Івана Іовича у зв'язку з відсутністю складу злочину в його діях. Українського кобзаря Івана Іовича Кучугуру-Кучеренка, закатованого у сталінських застінках, було реабілітовано. Але боротьба за правду про життя кобзаря була ще не завершена.
Тривалий час влада намагалася приховати правду про те, за яких обставин помер І. І. Кучугура-Кучеренко. Родині кобзаря 2 серпня 1956 року було доведено усно: Кучугура-Кучеренко помер 5 травня 1943 року від крововиливу в мозок. Можливо кобзаря не розстріляли? Чи органи держбезпеки не знали правди? Ні, вони і розстріляли, і знали всю правду.
Співробітник УКДБ по Харківській області капітан Попов розглянув отриману заяву громадянки М. М. Кучугури-Кучеренко про розшук її чоловіка, заарештованого у 1937 році органами НКВС і встановив, що: «Кучугура-Кучеренко Іван Іович… арештований 4 серпня 1937 року УНКВС Харківської області, засуджений 8 листопада 1937 року Трійкою НКВС до ВМП. Вирок приведено до виконання 24 листопада 1937 року. Користуючись вказівками КДБ при РМ СРСР
№ 108сс від 24 серпня 1955 року пропоную повідомити гр. М. М. Кучугуру-Кучеренко в усній формі, про те, що її чоловік Кучугура-Кучеренко І. І., знаходячись в ув'язненні, 5 травня 1943 року помер від крововиливу в мозок».

Цей документ є свідченням цинічної практики приховування правди про долю репресованих.

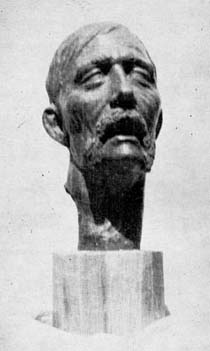
Смертна маска І. Кучеренка. Робота Ф. Ємця

### Утривалення історичної пам'яті про І.І.Кучугуру-Кучеренка
В дослідженнях про розвиток кобзарства які друкувалися в радянській Україні в 50-х — на початку 60-х XX століття жодних згадок про Кучугуру-Кучеренка і його внесок у розвиток і поширення кобзарства немає. У 1956 році кобзар був реабілітований, але бути реабілітованим, то не значить бути повернутим у культурний простір країни. І після реабілітації кобзар продовжував бути під забороною.
Вперше офіційні заходи із вшанування пам'яті І. І. Кучугури-Кучеренка в радянській Україні були проведені у 1968 році. Цього року громадськістю Києва, а також у Краснокутському районі були проведені відповідні заходи. 24 грудня 1968 року громадськість Києва відзначила 90-річчя від дня народження славнозвісного кобзаря. До будинку вчених на запрошення правління київської організації Українського товариства охорони пам'яток історії та культури, товариства «Знання» і Центрального Будинку народної творчості УРСР прийшли письменники, композитори, науковці, студенти.
Вступне слово про видатного митця виголосив відомий композитор Платон Майборода. Із розповіддю про життя і творчий шлях кобзаря виступив кандидат філологічних наук Федір Лавров, який навів цікаві факти про переслідування Кучугури-Кучеренка царським режимом, а також про велику допомогу письменника і артиста Г. М. Хоткевича, видатного вченого О. І. Яворницького, музикознавця М. І. Привалова та інших діячів культури в організації виступів кобзаря у великих залах Катеринослава, Харкова, Петербурга, Москви та інших міст. Про переслідування та репресії щодо видатного кобзаря радянською владою нічого доповідачем не було сказано. Роком смерті кобзаря на заході було вказано — 1942 рік. Окремо було сказано, що уряд Радянської України високо оцінив заслуги Івана Кучугури-Кучеренка, констатувавши, що його ім'я поставлено поряд із іменами корифеїв вітчизняного театру Марії Заньковецької та Панаса Саксаганського — їм найпершим було надано почесне звання народного артиста республіки. Доповідач Ф.Лавров міг не знати дати та місця смерті кобзаря, але про його репресування в 1937 році знав напевно. Це свідчить про те, що в кінці 60-х років XX століття продовжувалася практика замовчування правди про репресії 30-х років.
До позитивних моментів цього заходу треба віднести виступ бандуристів, що виконали твори із репертуару Кучугури-Кучеренка.
На малій батьківщині кобзаря — у селі Мурафа, Краснокутського району — 26 грудня 1968 року теж відбулися урочистості з нагоди 90-річчя І. І. Кучугури-Кучеренка. Невеличка замітка у районній газеті «Промінь» просякнута суцільним офіціозом і не дає жодного уявлення про атмосферу проведеного заходу. Жодної інформації про переслідування кобзаря у замітці не наведено. В заході брали участь люди які особисто знали Івана Кучеренка, проживали з ним в Мурафі до самого арешту.
В 1978 та 1988 роках на Краснокутщині відбулися, подібні попереднім, заходи до 100 та 110 річчя з дня народження І. І. Кучугури-Кучеренка. І знову на них не прозвучало жодного слова про трагічну долю кобзаря.
Зі здобуттям Україною незалежності відкрилися нові перспективи щодо дослідження «білих плям» в історії нашого народу, до яких належить і тема кобзарства. Краєзнавці отримали доступ до архівів, у суспільстві виник запит на дослідження історії рідного краю. Дивно, але про вшанування 120-ти річчя з дня народження Івана Іовича Кучугури-Кучеренка ми жодних відомостей не виявили.
І лише 2008 року, у липні — рівно у 130-ту річницю з дня народження Івана Іовича Кучугури-Кучеренка, на малій батьківщині видатного українського кобзаря в селі Мурафа, що на Краснокутщині, були проведені урочисті заходи з нагоди цього ювілею. Ці заходи відбувалися за підтримки Міністерства культури і туризму України, Комітету з питань культури і духовності Верховної Ради України, Управління культури і туризму Харківської обласної державної адміністрації, Управління культури Харківської міської ради, Краснокутської районної державної адміністрації, Харківського обласного центру народної творчості.
Напередодні, в Харкові 4–5 липня була проведена науково-практична конференція: «Кобзар І. І. Кучугура-Кучеренко: феномен життя і творчості»; 4 липня відбулося урочисте покладання квітів до Пам'ятного знаку репресованим кобзарям у парку ім. Т. Шевченка та вечір пам'яті І. І. Кучугури-Кучеренка в обласному центрі народної творчості.
З нагоди ювілею на будівлі Мурафської загальноосвітньої школи було встановлено меморіальну дошку видатному кобзареві, яку освятив місцевий священник Української Автокефальної Православної Церкви о. Павло. Участь в урочистому мітингу — концерті взяли Кость Черемський, Назар Божинський, Михайло Коваль, Микола Товкайло, Олексій Гришко, Віктор Мішалов.
Необхідно особливо відзначити, що згадані урочистості стали можливими завдяки наполегливості представників Фонду національно-культурних ініціатив імені Гната Хоткевича, Харківського кобзарського цеху та Спілки Української молоді.
Новий етап дослідницької роботи щодо встановлення історичної правди, що стосується Івана Іовича Кучугури-Кучеренка, було розпочато за декілька років до 140-річчя з дня народження видатного кобзаря та має велике прикладне значення для суспільного життя не тільки для Краснокутського району, але і для всієї України.
Першим значним успіхом на цьому шляху була дослідницька робота учениці 11 класу Олексіївської загальноосвітньої школи І-ІІІ ступенів Грубнік Анюти Вікторівни в рамках конкурсу-захисту робіт в Малій Академії наук. Представлена нею робота: «Іван Іович Кучугура-Кучеренко — видатний український кобзар» стала по суті першим ґрунтовним, систематизованим дослідженням про нашого земляка. До наукового обігу було введено раніше невідомі архівні документи. Дослідження було високо оцінено журі конкурсу і стало переможцем (І місце) обласного етапу конкурсу-захисту робіт в Малій Академії наук (секція «Історичне краєзнавство») в 2016 році.
В наступному, 2017 році, вихованці гуртка «Історичне краєзнавство», в роботі якого були задіяні учні Олексіївської та Пархомівської ЗОШ взяли участь у Всеукраїнській краєзнавчій експедиції учнівської молоді «Моя Батьківщина — Україна» з роботою про життєвий та творчий шлях І. І. Кучугури-Кучеренка (номінація «Духовна спадщина мого народу»). Під час обласної підсумкової конференції колективне дослідження, представлене учнями Краснокутського району, було визнане переможцем у своїй номінації, а також абсолютним переможцем обласного етапу Всеукраїнської краєзнавчої експедиції учнівської молоді «Моя Батьківщина — Україна». Презентацію та захист дослідження здійснили учні Олексіївської школи: Сухін Владислав, Грубник Олександра та Сніжко Валерія.
2018 рік — рік 140-річчя Івана Іовича Кучугури-Кучеренка — став багатим на події, по суті він повинен був стати апогеєм спланованих заходів, щодо вшанування пам'яті видатного кобзаря. В березні 2018 року було представлено науково-краєзнавче дослідження «Останній кобзар Слобожанщини» (до 140-річчя з дня народження видатного українського кобзаря І. І. Кучугури-Кучеренка) на заключному етапі XI Міжнародного конкурсу з українознавства. Учениця Пархомівської ЗОШ Лісняк Валерія успішно здійснила презентацію та захист зазначеного дослідження, посівши III місце за підсумками конкурсу. Дослідження було розміщене в електронному журналі НДІ українознавства «Українознавство».
У травні 2018 року, напередодні Дня пам'яті жертв політичних репресій, в актовій залі Краснокутської гімназії відбувся районний тематичний захід: «Наш земляк Іван Іович Кучугура-Кучеренко — видатний український кобзар». На нього були запрошені учні та вчителі усіх загальноосвітніх закладів Краснокутщини.
```
5 жовтня 2018 року біля Пам’ятного знаку репресованим кобзарям, що знаходиться в саду імені Т. Шевченка, було проведено панахиду, відбулися кобзарські виступи та покладання квітів. Участь у цих заходах взяла і делегація від Краснокутщини 
```

Родзинкою вшанування Івана Кучеренка став Кобзарський концерт за участі сучасних виконавців на традиційній бандурі, кобзі, лірі. Безпосередньо перед концертом учні — краснокутчани мали можливість виступити зі змістовною презентацією про життєвий та творчий шлях кобзаря.
Апогеєм заходу стали виступи сучасних кобзарів — Сергія Чурая, Андрія Борсука, Святослава Силенка, Назара Божинського, Костянтина Черемського, Михайла Хая. Були виконані твори із традиційного репертуару українських кобзарів. Завершився концерт традиційним кобзарським славословієм із побажанням здоров'я, щастя і наснаги всім присутнім.
Багатий на події із вшанування видатного українського кобзаря Івана Кучугури-Кучеренка 2018 рік — було продовжено 17 листопада меморіальним заходом до 81-річниці з дня його розстрілу. Захід відбувся з ініціативи громадськості Краснокутщини за активної підтримки та безпосередньої участі Харківського Кобзарського цеху. Настоятель Свято-Покровського Храму Української Автокефальної Православної Церкви (на сьогодні Православна Церква України) в с. Мурафі протоїрей Павло Кущ відслужив поминальну панахиду за невинно загиблим кобзарем та всіма жертвами тоталітарного режиму. Концерт, за участі сучасних продовжувачів кобзарської слави нашого славного земляка — К.Черемського, Н.Божинського, С.Чурая — став яскравою кульмінацією заходу

### Репертуар
Знав 8 дум, серед них наймайстерніше виконував:
- «Олексія Поповича»,
- «Думу про плач невільників»,
- «Хмельницького і Барабаша»,
- «Про смерть Хмельницького».
- Про смерть козака-бандуриста
- Бідна вдова і три сини

У репертуарі мав понад 300 народних пісень.
Автор відомої пісні «На високій дуже кручі» (на смерть Тараса Шевченка).
Думу про Симона Петлюру.

## Учні
- Федір Глушко
- Василь Ємець
- А. Гемба

## Виноски
1. ↑  Українське відродження 1917—1920 рр. на Сумщині Т. 1